# ジャカルタ首都特別州知事一覧
本項では、ジャカルタ首都特別州知事（Gubernur Daerah Khusus Ibukota Jakarta）を一覧する。ジャカルタ首都特別州知事は、ジャカルタの首長である。 最初の州知事はスウィリオで1945年9月7日就任。最も直近に選出された州知事はプラモノ・アヌンで2025年2月20日就任。最も長い期間務めた州知事はアリ・サディキンで、1966年4月28日から1977年7月11日まで約11年間務めた。最も短い期間務めた州知事はサエフラで、2017年10月15日から10月16日までの僅か1日務めた。

## 州知事一覧
インドネシア国民党
  マシュミ
  インドネシア共和国国軍
  ゴルカル
  民主党
  闘争民主党
  無所属
| 職名 | 氏名                             | 画像 | 出身等                 | 任期                                                           | 副知事                                                                              |
| ---- | -------------------------------- | ---- | ---------------------- | -------------------------------------------------------------- | ----------------------------------------------------------------------------------- |
| 1    | スウィリオ                       |      | インドネシア国民党     | 1945年9月7日 ‐ 1945年9月23日1945年9月23日 ‐ 1947年7月21日      | バギンダ・ダラン・アブドゥラ空席                                                    |
| (1)  | スウィリオ                       |      | インドネシア国民党     | 1950年3月30日 ‐ 1951年5月2日                                   | 空席                                                                                |
| —    | スワヨ・スモディロゴ             |      | 無所属                 | 1951年5月2日 ‐ 1951年6月29日                                   | 空席                                                                                |
| —2   | シャムスリジャル                 |      | マシュミ               | 1951年6月29日 ‐ 1951年7月17日1951年7月17日 ‐ 1953年11月9日     | 空席                                                                                |
| 3    | スディロ                         |      | インドネシア国民党     | 1953年11月9日 ‐ 1960年1月29日                                  | 空席                                                                                |
| 4    | スマルノ・ソスロアトモジョ       |      | 無所属                 | 1960年2月4日 ‐ 1964年8月26日                                   | ヘンク・ンガントゥン                                                                |
| 5    | ヘンク・ンガントゥン             |      | 無所属                 | 1964年8月26日 ‐ 1965年7月15日                                  | スウォンド サトト                                                                   |
| 6    | スマルノ・ソスロアトモジョ       |      | 無所属                 | 1965年7月15日 ‐ 1966年3月18日                                  | スウォンド サトト サピイ プラヨゴ                                                   |
| —    | バスキ・ラフマット               |      | インドネシア共和国国軍 | 1966年3月18日 ‐ 1966年4月28日                                  | スウォンド サトト サピイ プラヨゴ                                                   |
| 7    | アリ・サディキン                 |      | ゴルカル               | 1966年4月28日 ‐ 1972年2月14日1972年2月14日 ‐ 1977年7月11日     | ウィリアディナタ スウォンド ウリップ サピイ プラヨゴ                                |
| —8   | チョクロプラノロ                 |      | ゴルカル               | 1977年7月11日 ‐ 1977年9月29日1977年9月29日 ‐ 1982年9月29日     | ウィリアディナタ ホウイルマン ウリップ サルジョノ サピイ アスマウィ プラヨゴ ピック |
| 9    | スプラプト・ジョヨハルソヨ       |      | ゴルカル               | 1982年9月29日 ‐ 1987年10月6日                                  | ホウイルマン エディ サルジョノ アンワル アスマウィ ピック ブンヤミン                |
| 10   | ウィヨゴ・アトモダルミント       |      | ゴルカル               | 1987年10月6日 ‐ 1992年10月6日                                  | エディ バソフィ アンワル スシロ ブンヤミン ヘルボウォ                               |
| 11   | スリヤディ・スディルジャ         |      | ゴルカル               | 1992年10月6日 ‐ 1997年10月6日                                  | バソフィ イドルス スシロ ヘルボウォ ライス                                          |
| 12   | スティヨソ                       |      | 無所属                 | 1997年10月6日 ‐ 2002年10月6日2002年10月7日 ‐ 2007年10月7日     | カフィ ジャイラニ ハルン ブディハリオ ファウジ ライスファウジ・ボウォ               |
| 13   | ファウジ・ボウォ                 |      | 民主党                 | 2007年10月7日 ‐ 2012年10月7日                                  | プリヤント                                                                          |
| —    | ファジャル・パンジャイタン       |      | 無所属                 | 2012年10月8日 ‐ 2012年10月15日                                 | 空席                                                                                |
| 14   | ジョコ・ウィドド                 |      | 闘争民主党             | 2012年10月15日 ‐ 2014年10月16日                                | バスキ・プルナマ                                                                    |
| —15  | バスキ・プルナマ                 |      | グリンドラ党無所属     | 2014年10月16日 ‐ 2014年11月19日2014年11月19日 ‐ 2017年5月9日   | 空席ジャロット・サイフル・ヒダヤット                                                |
| —16  | ジャロット・サイフル・ヒダヤット |      | 闘争民主党             | 2017年5月9日 ‐ 2017年6月15日2017年6月15日 ‐ 2017年10月15日     | 空席                                                                                |
| —    | サエフラ                         |      | 無所属                 | 2017年10月15日 ‐ 2017年10月16日                                | 空席                                                                                |
| 17   | アニス・バスウェダン             |      | 無所属                 | 2017年10月16日 ‐ 2022年10月16日                                | サンディアガ アリザ                                                                 |
| —    | ヘル・ブディ・ハルトノ           |      | 無所属                 | 2022年10月17日 ‐ 2023年10月17日2023年10月17日 ‐ 2024年10月18日 | 空席                                                                                |
| —    | テグ・セティアブディ             |      | 無所属                 | 2024年10月18日 ‐ 2025年2月20日                                 | 空席                                                                                |
| 18   | プラモノ・アヌン                 |      | 闘争民主党             | 2025年2月20日 ‐                                                | ラノ・カルノ                                                                        |